# Centre national de recherche en anthropologie sociale et culturelle

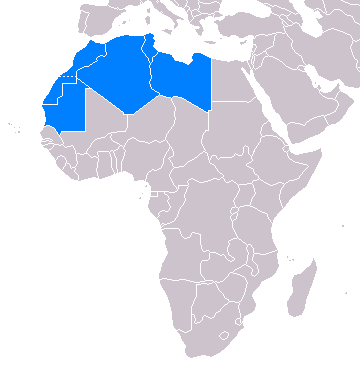
Regionaler Schwerpunkt der Forschung: Algerien und der Maghreb

Das Centre national de recherche en anthropologie sociale et culturelle (CRASC) (übersetzt: Nationales Zentrum für Forschung in Sozial- und Kulturanthropologie) ist eine 1992 gegründete algerische zivile humanwissenschaftliche Forschungseinrichtung mit Sitz in Oran, Algerien.

## Rechtsstatus
Rechtlich ist das CRASC seit 2003 eine öffentliche wissenschaftliche und technologische Institution, die unter der administrativen Aufsicht des algerischen Ministeriums für Hochschulbildung und wissenschaftliche Forschung steht, ein Établissement public à caractère scientifique et technologique (EPST).

## Aufgaben
Aufgabe des CRASC ist die Entwicklung von Grundlagen- und angewandter Forschung in der Sozial- und Kulturanthropologie. Es führt Forschungen für die Verbesserung der Sozial- und Humanwissenschaften in Algerien durch, dazu Schulungen und Qualifizierung von Forschern. Gefördert wird auch der nationale und internationale Informationsaustausch, z. B. durch die Veranstaltung von Symposien. Das CRASC betreut ca. 200 einzelne Forschungsprojekte. Die Ergebnisse werden in wissenschaftlichen Zeitschriften wie den Cahiers du CRASC veröffentlicht sowie als Monographien.

## Organisation
Dem CRASC steht ein wissenschaftlicher Beirat unter der derzeitigen Leitung von Bekkouche Ammar zur Seite.
Leitung des CRASC hat Nouria Benghabrit-Remaoun.

## Veröffentlichungen
laufend
- Insanyat. Nr. 1, 1997 ff., ISSN 1111-2050; Elektronische Ausgabe
- Cahiers du CRASC. Nr. 1, 2001 ff., vierteljährlich, ISSN 1112-3451
- Collection ouvrages et travaux. 1995 ff., Schriftenreihe
- Africa Review of Books. Revue Africaine des Livres

Schriftenauswahl
- Le roman algérien de langue arabe. 2002, ISBN 9961-813-07-3
- Dictionnaire des mythes algériens. 2005, ISBN 9961-813-12-X
- Des noms et des noms. Anthroponymie et état civil en Algérie. 2005, ISBN 9961-813-13-8
- Toponymie et anthroponymie de l'Algérie. 2005, ISBN 9961-813-15-4
- Le Maghreb de 1990 à nos jours. 2010, ISBN 978-9961-813-40-9
- Le statut et la fonction du personnage féminin dans la littérature d'expresson française. 2009 (= Cahiers du CRASC. Nr. 20)
- Ecriture féminine. 2010, ISBN 978-9961-813-39-3